# سامسون (فوهة)
سامسون (بالإنجليزية: Sampson) هي فوهة قمرية صدمية صغيرة نسبيًا، تقع بالقرب من منتصف بحر الأمطار، وشمال فوهة لاندشتاينر. يقع شرقه دورسم غرابو، وهي تلال متجعدة في بحار القمر.

## روابط خارجية
- LTO-40B1 Sampson — L&PI topographic orthophotomap of the crater and its vicinity.